# Léon Gosselin
Pour les articles homonymes, voir Gosselin.

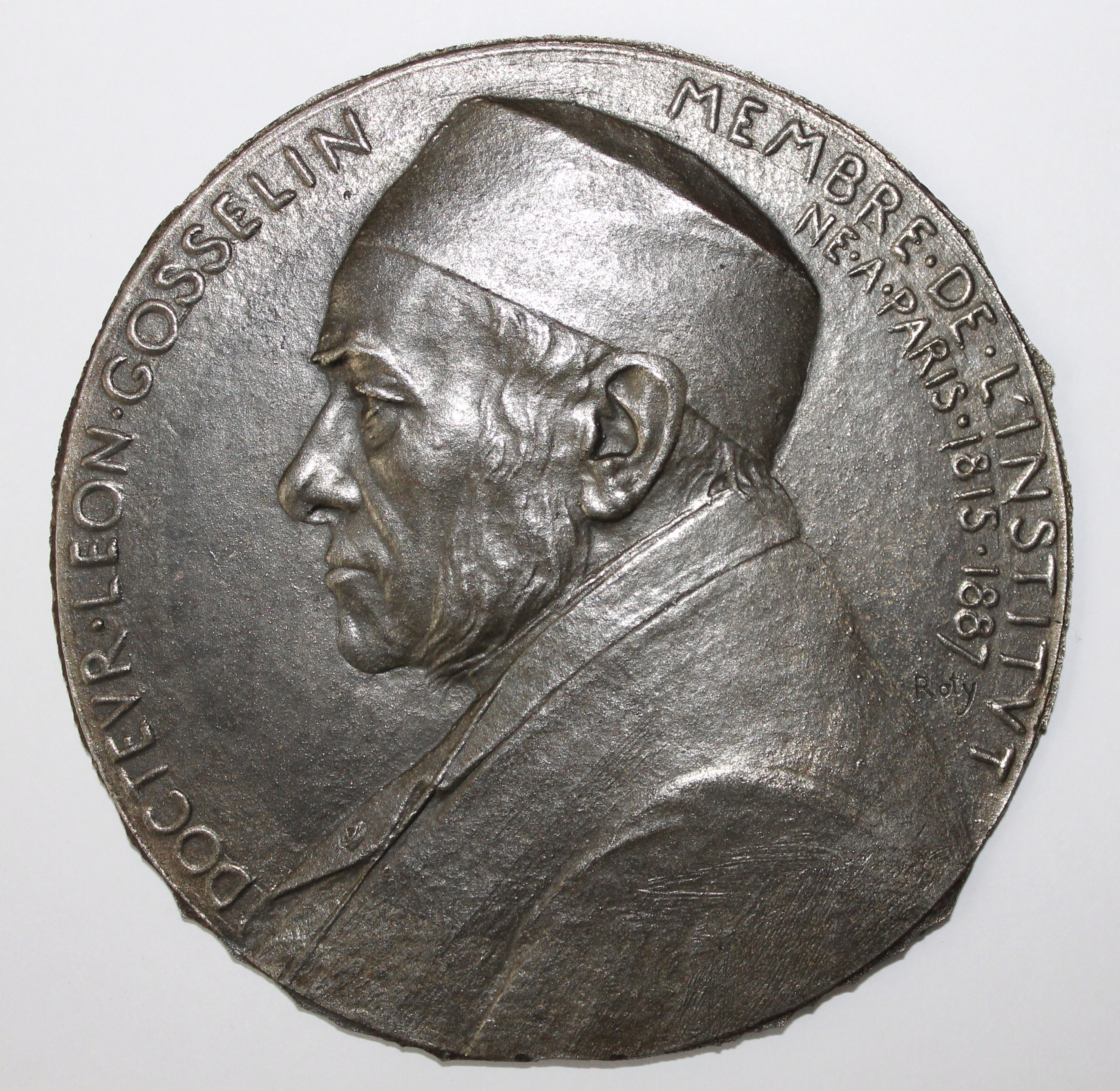
Médaille du docteur Léon Gosselin membre de l'Institut par Oscar Roty en 1888.

Léon Athanase Gosselin, né le 16 juin 1815 à Paris et mort le 30 avril 1887 dans la même ville, est un médecin, anatomiste, urologue, orthopédiste, pédagogue, physiologiste et chirurgien français.

## Biographie
Neveu de l'abbé Jean-Edme-Auguste Gosselin, Léon Athanase Gosselin est le fils du négociant François Claude Gosselin et d'Anne Justine Jacquemin.
Docteur en médecine, externe en médecine en 1835 puis Interne en 1836, il est aide d’anatomie de la Faculté de médecine en 1840, puis prosecteur de la Faculté en 1842. En 1843, il réussit son doctorat en médecine avec sa thèse de doctorat : "Études sur les fibro-cartilages inter-articulaires". Il réussit l'agrégation l'année suivante le 26 juin 1844, avec sa thèse d’agrégation en chirurgie : "De l’étranglement dans les hernies".
Il est nommé professeur à la Faculté de médecine de Paris (première chaire de pathologie externe, (1858-1866) ; 4e chaire de clinique chirurgicale à la Pitié, (1867) ; 3e chaire de clinique chirurgicale à la Charité, (1867-1884). Il fut nommé professeur à l'École supérieure de pharmacie de Paris.
En 1845, il devint chirurgien du Bureau central, puis des hôpitaux de Paris en 1851, spécialiste d'urologie, d'andrologie, d'orthopédie et de physiologie. Une salle de l’hôpital Lariboisière à Paris porte son nom.
Léon Athanase Gosselin est connu, notamment pour sa description de la fracture en V de l’extrémité distale du tibia, souvent assimilée à une fracture spiroïde.
Il avait épousé la fille d'Antoine Bussy.

## Distinctions et hommage
- Commandeur de la Légion d'honneur (1870)[1]

Son portrait sur plaquette bronze a été réalisé en 1897 par le sculpteur Jules Chaplain.

## Travaux et publications
Publications à l'Académie de médecine :
- 1857 : Traité pratique des maladies du testicule ;
- 1859 : De l'irréductibilité et des déformations consécutives dans les fractures des os longs ;
- 1867 : Mémoire sur les tumeurs cirsoïdes artérielles chez les adolescents et les adultes ;
- 1875 : Sur les faux abcès des os longs et l'ostéite à forme névralgique qui les accompagne ou les simule, lu à l'Académie de médecine, le 5 octobre 1875 ;
- 1879 : Clinique chirurgicale de l'hôpital de la Charité ;
- 1881 : Recherches sur la valeur antiseptique de certaines substances et en particulier de la solution alcoolique de Gaultheria ;
- 1883 : Traité des maladies du rectum.

## Sociétés savantes
Léon Athanase Gosselin était membre de plusieurs sociétés savantes.
- En 1837, il devint membre de la Société anatomique de Paris, membre titulaire le 19 juin 1838, archiviste du 8 juillet 1840 au 9 février 1841, secrétaire en 1841, Vice-président en 1842 et membre honoraire le 24 mai 1843.
- En 1860, il devint membre de l'Académie nationale de médecine, dont il devint Président en 1875.